# Гендельман, Моисей Аронович
Моисей Аронович Гендельман (24 марта 1913, Каменка — 3 августа 2005, Астана) — советский и казахский учёный в области экономики и землеустройства, доктор экономических наук (1957), профессор (1958), заслуженный деятель науки Казахской ССР, педагог, организатор науки и общественный деятель, участник Великой Отечественной войны, почётный гражданин города Астана (2002).

## Биография
Родился 25 марта 1913 года в селе Каменка (Олевский район), Житомирская область.
В 1932—1933 годах работал бригадиром и руководил геотопосектором бюро организации территории в Харьковской пригородной зоне. В 1933 году окончил Харьковский институт организации территории по специальности «землеустройство».
В 1934—1941 годах — в Одесском сельскохозяйственном институте: аспирант, ассистент, доцент.
26 июня 1941 года ушёл на фронт добровольцем. За раскрытие системы позывных вражеских радиостанций был удостоен первых боевых наград: медалей «За отвагу» и «За боевые заслуги». Закончил войну Гендельман на Тихом океане и, демобилизовавшись, оставил сослуживцам учебное пособие «Тактико-технические данные радиостанций условного противника». Победу Гендельман встретил в Берлине в звании старшего лейтенанта. На стене Рейхстага он написал: «Пришёл Моисей из Одессы, чтобы вы больше к нам не приходили».
В 1946—1958 годах заведовал кафедрой землеустройства Одесского сельскохозяйственного института.
В 1956—1957 годах — докторант Московской сельскохозяйственной академии имени К. А. Тимирязева. После защиты докторской диссертации был направлен в Акмолинск для организации нового сельскохозяйственного института.
С 1958 по 1961 год был заместителем директора по научной и учебной работе Акмолинского сельскохозяйственного института. В 1961 году был назначен на должность ректора института. Под его руководством институт вырос в один из крупнейших вузов республики. В 1982—1989 годах заведовал кафедрой землеустройства, был научным руководителем отраслевой лаборатории по землеустройству и земельному кадастру. С 1989 по 1994 год исполнял обязанности профессора кафедры землеустройства, оставаясь в должности научного руководителя отраслевой лаборатории.
Гендельман является одним из основоположников землеустроительной науки в Казахстане. Воспитанники его научной школы работают в Казахстане, Украине, России, Узбекистане, Таджикистане, Азербайджане и Германии. Издал 235 научных трудов (в том числе 16 монографий), подготовил 45 кандидатов и 10 докторов наук.
Скончался 3 августа 2005 года, похоронен на Городском кладбище Астаны.

### Память
Является одним из фондообразователей Государственного архива Астаны. В мае 2011 года его дочь Светлана передала на постоянное хранение в архив документы отца за 1933—2005 годы. Среди документов: биография, документы трудовой деятельности, книги, ордена, поздравительные открытки, фотографии, сделанные в разные годы жизни.
24-26 марта 2003 года в Казахском аграрном университете имени С. Сейфуллина прошла Международная научно-практическая конференция: «Перспективы сельскохозяйственной науки и образования», приуроченная к 90-летию со дня рождения Гендельмана. В Астане в 2008 году на стене дома по улице Бокейхана в память о Моисее Гендельмане установлена мемориальная табличка. 16 мая 2018 года к 105-летию со дня рождения Гендельмана прошла выставка в Одессе.

## Труды
- Організація території // Пит. травопільної системи землеробства. — К., 1952.
- Внутрихозяйственное землеустройство колхозов Степи. — М., 1955 (соавт.).
- Планирование целинных сельскохозяйственных районов. — М., 1964 (соавт.).
- Научные и методические основы землеустройства. — М., 1978 (соавт.).
- Землеустроительное проектирование: Учеб. — М., 1979.
- Научные основы землеустройства. — М., 1995 (соавт.).